# Pielomastax shennongjiaensis
Pielomastax shennongjiaensis är en insektsart som beskrevs av Wang, Yuwen 1995. Pielomastax shennongjiaensis ingår i släktet Pielomastax och familjen Episactidae. Inga underarter finns listade i Catalogue of Life.